# Stephen Trapmore
Stephen Patrick Trapmore –conocido como Steve Trapmore– (Londres, 18 de marzo de 1975) es un deportista británico que compitió en remo.
Participó en los Juegos Olímpicos de Sídney 2000, obteniendo una medalla de oro en la prueba de ocho con timonel. Ganó tres medallas en el Campeonato Mundial de Remo entre los años 1997 y 2002.
En 2001 fue nombrado miembro de la Orden del Imperio Británico (MBE). Estudió Electrónica y Computación en la Universidad de Nottingham.

## Palmarés internacional
| Juegos Olímpicos   | Juegos Olímpicos        | Juegos Olímpicos  | Juegos Olímpicos   |
| Año                | Lugar                   | Medalla           | Prueba             |
| ------------------ | ----------------------- | ----------------- | ------------------ |
| 2000               | Sídney (Australia)      | Medalla de oro    | Ocho con timonel   |
| Campeonato Mundial |                         |                   |                    |
| Año                | Lugar                   | Medalla           | Prueba             |
| 1997               | Aiguebelette (Francia)  | Medalla de bronce | Cuatro con timonel |
| 1999               | St. Catharines (Canadá) | Medalla de plata  | Ocho con timonel   |
| 2002               | Sevilla (España)        | Medalla de oro    | Cuatro con timonel |